# Aceria fraxinivora
Phytopte du frêne
Espèce
Synonymes
- Eriophyes fraxinivorus Nalepa, 1909 (protonyme)[1],[2]
- Phytoptus fraxini Karpelles, 1884[3],[2]
- Eriophyes fraxini (Karpelles, 1884)[1]

Aceria fraxinivora, le Phytopte du frêne, est une espèce d'Acariens de la famille des Eriophyidae et du genre Aceria. Présent sur l'ensemble de l'hémisphère nord, il provoque une galle successivement verte puis brun noirâtre en forme de chou-fleur sur les rameaux florifères des Frênes.

## Description de la galle

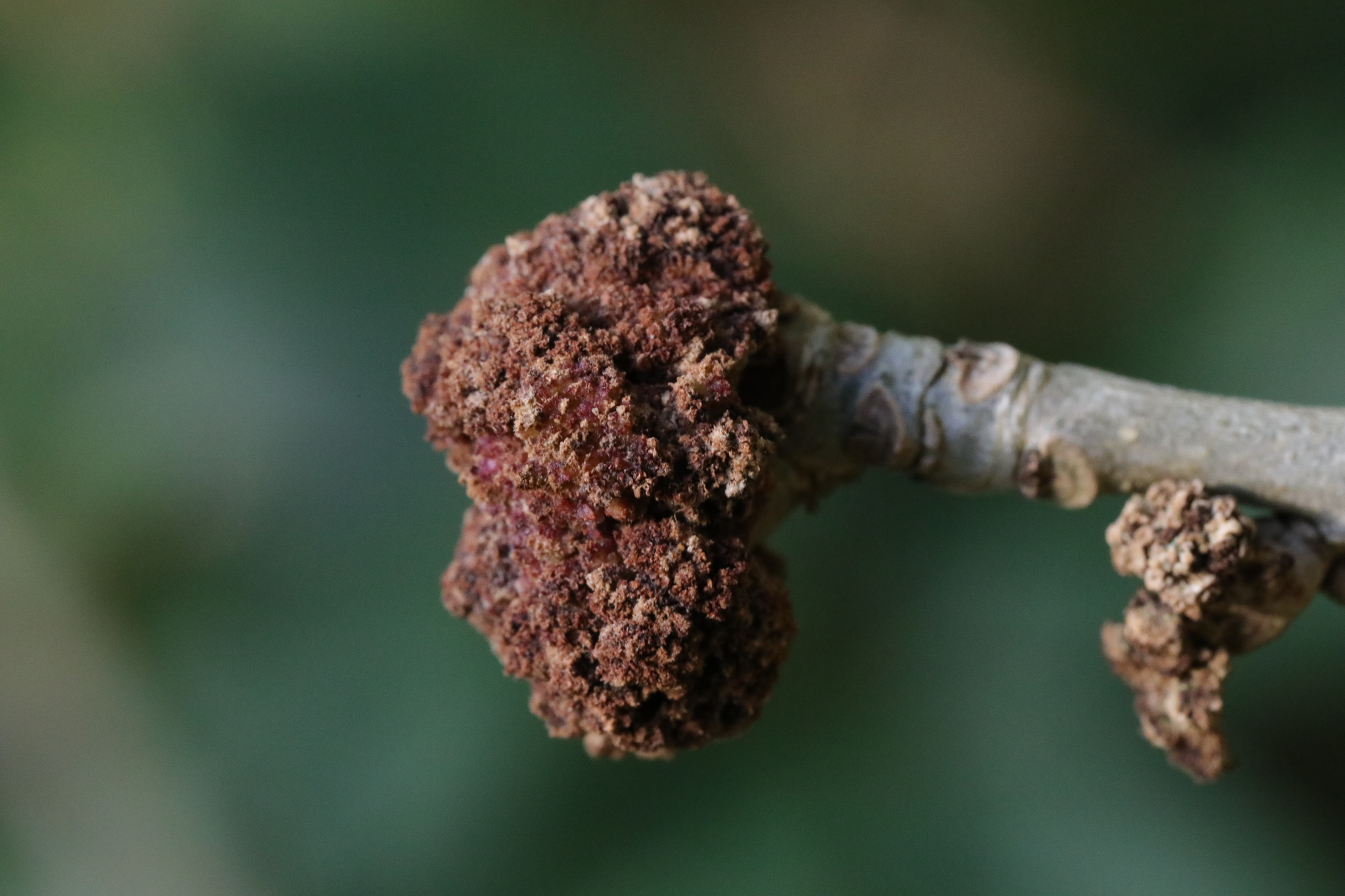
Galle d'Aceria fraxinivora sur le bourgeon d'un Frêne.

Aceria fraxinivora provoque des cécidies hypertrophiées et irrégulières en forme de chou-fleur. Elles se présentent sous la forme d'un agglomérat de petits amas plus ou moins sphériques, chacun mesurant de 0,5 à 2 cm de diamètre, et dont l'ensemble peut mesurer plusieurs centimètres de diamètre. Elles sont d'abord colorées de vert, puis virent au brun ou au noir et deviennent rapidement ligneuses. Les zones impactées sont essentiellement les rameaux florifères qui portent les fleurs et les fruits et plus rarement les bourgeons bois et les pétioles. Les galles qu'Aceria fraxinivora provoque sur les parties végétatives sont d'une grande diversité. Certaines ont la forme de petites feuilles, d'autres ressemblent à des tiges à croissance limitée ou même à des bourgeons rudimentaires, d'autres encore ne sont que de simples émergences. Enfin, elles peuvent être isolées ou regroupées. Seules les jeunes galles sont habitées par les acariens qui vivent dans leurs replis et chacune d'entre elles est habitée par 40 à 50 femelles pour 1 seul mâle. Les galles abandonnées persistent en hiver où elles sont particulièrement visibles,,,,.

## Description de l'acarien
Pour un article plus général, voir Eriophyidae.

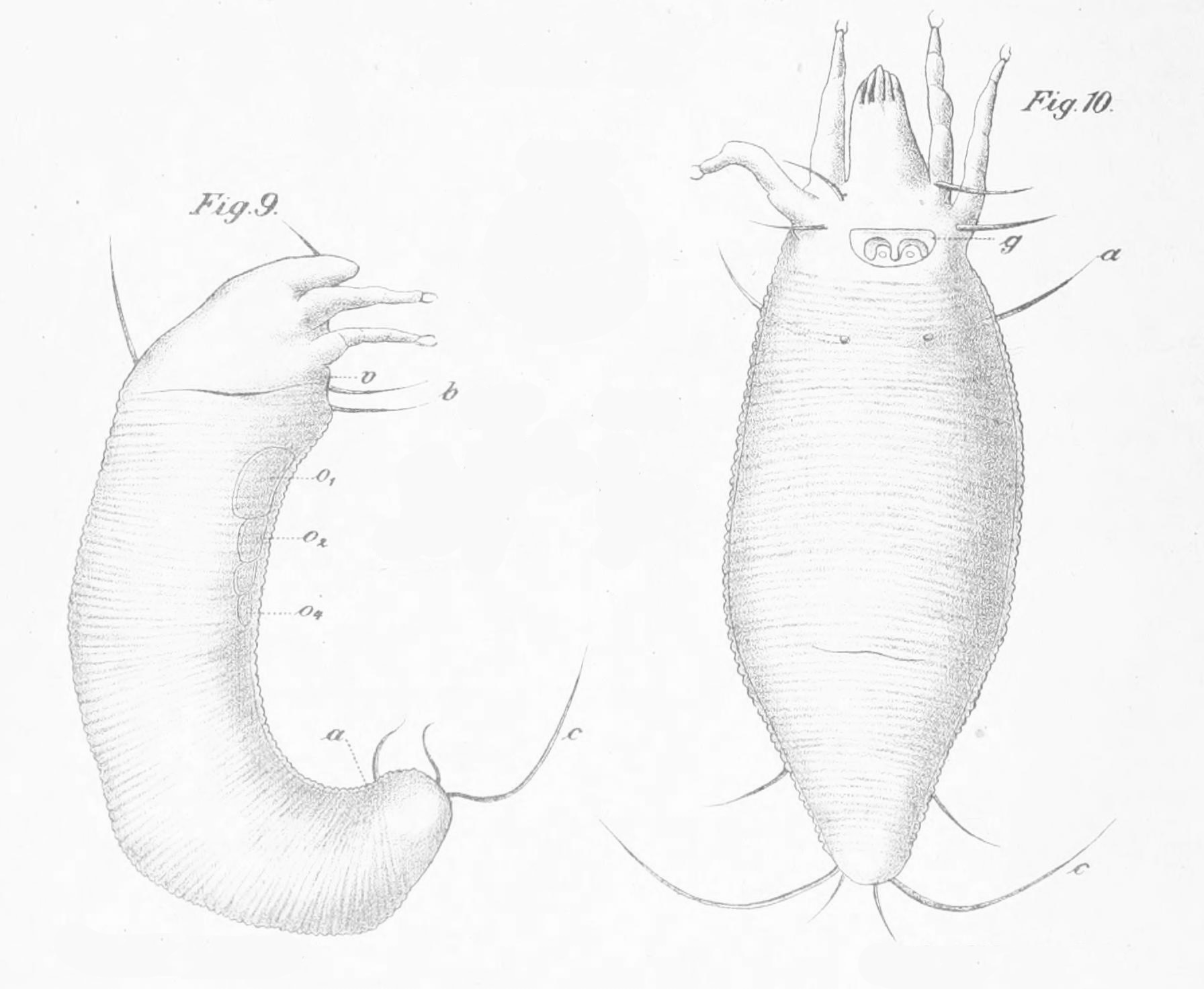
Aceria faxinivora : 9-femelle vue de côté ; 10-mâle (L. Karpelles, 1884)

Comme l'ensemble de la faune des acariens galligènes de la famille des Eriophyidae, Aceria fraxinivora ne dépasse pas le dixième de millimètre de long et ne possède que deux paires de pattes, ce qui est considéré comme une adaptation particulière au parasitisme, les Arachnides étant caractérisées par leurs quatre paires de pattes. De même, ils sont aveugles et ne possèdent ni appareil respiratoire ni appareil circulatoire,. Le corps de la femelle est vermiforme alors que celui du mâle est plus large et fusiforme. La femelle mesure au maximum 25 μm de large pour 96 μm de long. Quant au mâle, il mesure au maximum 33 μm de large pour 80 μm de long. Le céphalothorax occupe environ un cinquième de la longueur du corps. L'abdomen comporte de 50 à 64 anneaux. Les mandibules ainsi que les pattes sont robustes. Les soies sont au nombre de six paires et occupent au moins un quart de la longueur du corps.
La coloration générale de l'animal est brune. Elle est uniquement due au contenu intestinal, c'est-à-dire à la nourriture ingérée. À l'origine, le corps de l'ensemble des espèces d'Eriophyidae est blanc pur à hyalin mais il prend des colorations jaune, rouge rosé, brune ou verte en fonction de la nourriture ingérée. Le type de nourriture étant généralement assez stable et spécifique, il s'agit d'un critère d'identification possible.

## Biologie
S'étant déplacée grâce à des procédés mécaniques comme le vent et l'eau, ainsi que par phorésie, c'est-à-dire sur le dos d'autres animaux comme des insectes, la femelle gravide fonde une nouvelle galle et l'inocule de sa cinquantaine d'œufs. Pour commencer, l'acarien inhibe et modifie la croissance apicale du bourgeon du Frêne puis inhibe l'allongement des entre-nœuds et modifie la croissance des feuilles. Les axes deviennent plus nombreux et leur diamètre s’accroît tout en étant fréquemment associé à des phénomènes de fasciation. Enfin, des appendices de formes variées prolifèrent sur les feuilles, les fruits, l'axe et l'apex du bourgeon parasité. À l'intérieur, un haut degré de différenciation histologique permet la création d'un tissu nourricier dont les acariens aspirent le suc, une cellule végétale à la fois,.

## Impact parasitaire

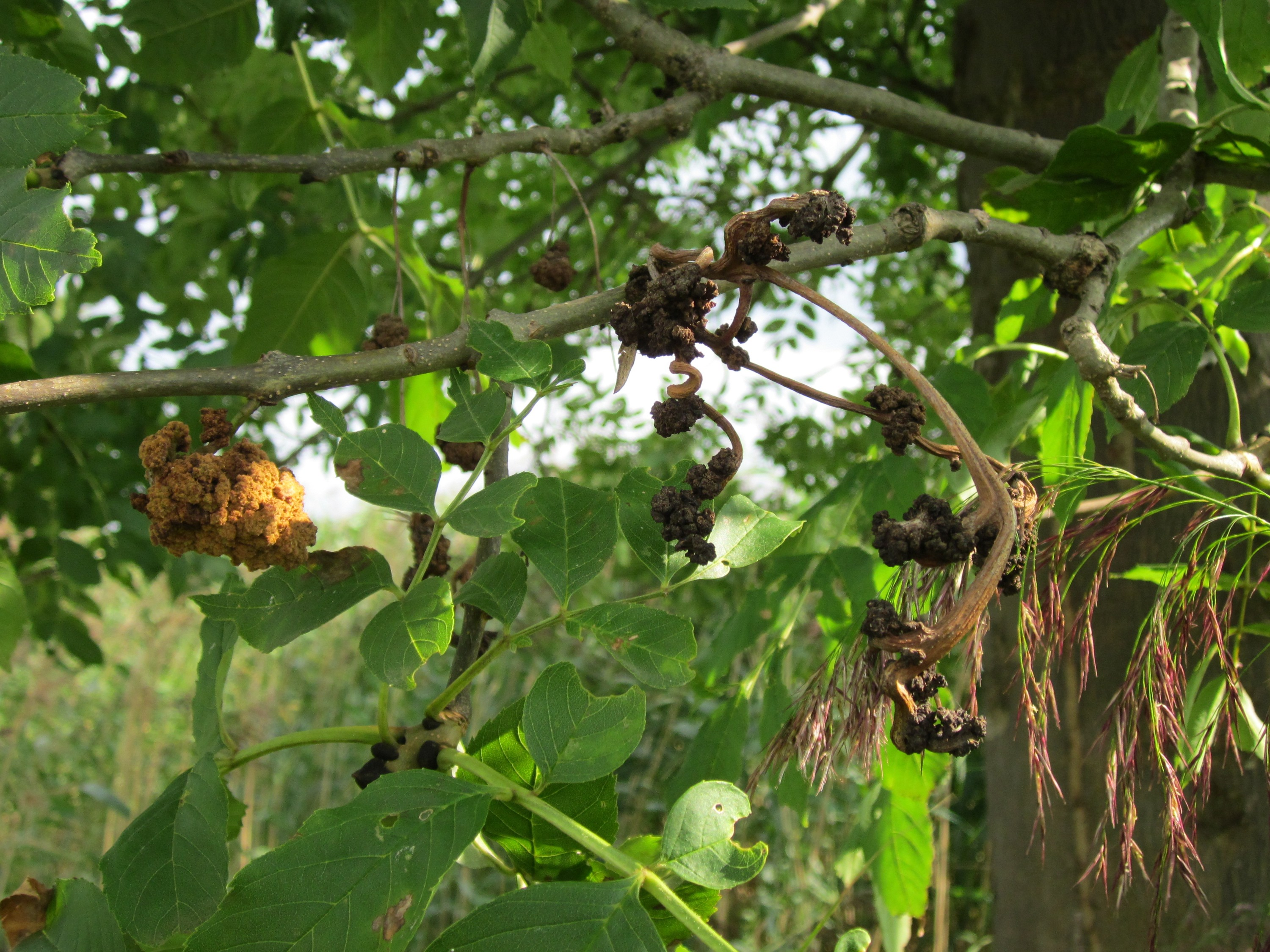
Fructifications de Frêne élevé déformées par Aceria fraxinivora et ses galles abandonnées en été.

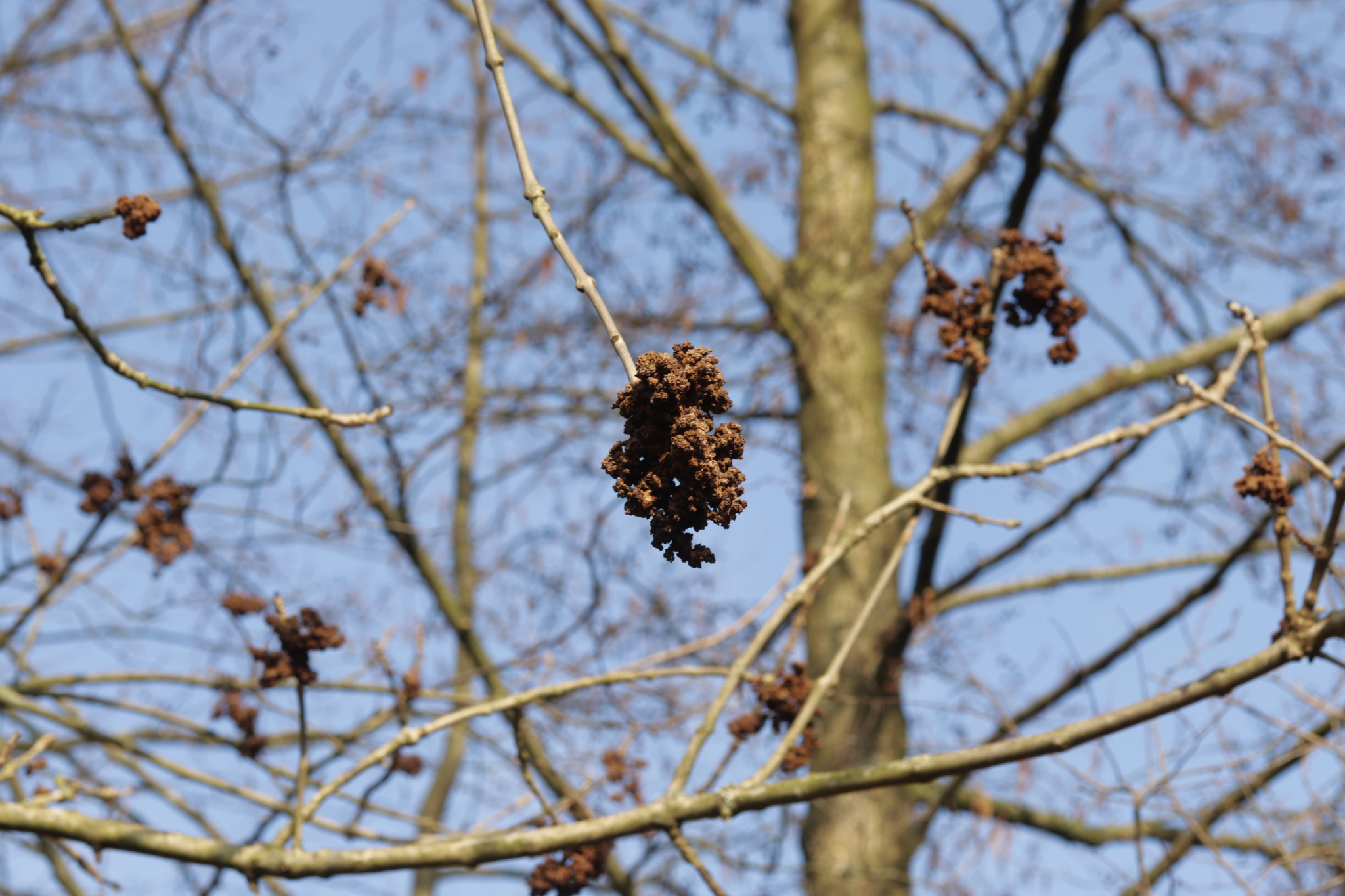
Galles d'Aceria fraxinivora en hiver.

Aceria fraxinivora est une espèce présente en Amérique du nord, en Europe et en Asie. En Europe, dont les pays francophones, l'espèce est répandue voire constante sur l'ensemble des Frênes et notamment le Frêne élevé, Fraxinus excelsior,, mais également Fraxinus ornus, Fraxinus angustifolia et sa sous-espèce oxycarpa, Fraxinus americana, Fraxinus bungeana  et Fraxinus pennsylvanica.
Bien qu'il puisse entraîner le dépérissement d'une quantité importante de fleurs et la déformation des rameaux, l'acarien ne semble que peu néfaste pour l'arbre. Néanmoins, son impact visuel étant spectaculaire, il fait parfois l'objet d'une lutte par les paysagistes dans un objectif uniquement esthétique grâce à des produits phytosanitaires. Les Frênes étant des arbres généralement dioïques, il pourrait y avoir un impact différencié entre les pieds mâles et les pieds femelles.

## Prédation et espèces proches
Aceria fraxinivora est prédaté par les larves de la Cécidomyie Arthrocnodax fraxinellus qui vivent en inquilines au sein même de la galle
En Europe, cette galle est assez caractéristique pour ne pas être confondue. En Amérique du Nord, Aceria fraxiniflora est reconnue comme une espèce à part entière, sa synonymie avec Aceria faxinivora n'étant pas clairement établie. Il existe deux autres galles morphologiquement différentes qui affectent également les feuilles et fructifications du Frêne. Chez Aceria fraxinicola, les feuilles sont parsemées de petites boursouflures vertes alors que chez la Cécidomyie Contarinia marchali, les fruits sont légèrement gonflés devenant bruns et craquelés et contiennent plusieurs larves jaunes agitées.

## Taxonomie
Cette espèce est décrite en 1884 par le biologiste Ludwig Karpelles sous le nom Phytoptus fraxini. Cependant, ce nom étant l'homonyme d'une autre espèce d'acarien des feuilles de Frêne décrite par Garman en 1883, elle est renommée en 1909 sous le nom Eriophyes fraxinivorus par l'acarologue autrichien Alfred Nalepa, à l'origine de la classification moderne des Eriophyidae. Le genre Eriophyes est par la suite scindé en plusieurs groupes distincts à mesure que les avancées technologiques permettaient de les différencier avec plus de précision. L'espèce est alors recombinée dans le genre Aceria par l'entomologiste américain Hartford H Keifer (en) en 1944. L'espèce de Garman est aujourd'hui nommée Aceria fraxinicola. En 1909, Eriophyes fraxiniflora Felt, 1906 est également synonymisé par Nalepa, ce qui ne semble pas avoir été accepté.
Cette espèce porte en français le nom vulgarisé et normalisé « Phytopte du frêne ». La galle est nommée « Klunkerns » en allemand,. Le nom « Phytopte des fleurs de frêne » est également employé pour désigner cette espèce mais il peut aussi être utilisé pour Aceria fraxiniflora.